# 프란츠 로젠츠바이크
프란츠 로젠츠바이크(Franz Rosenzweig)는 독일의 신학자, 철학자, 번역가이다.